# Jardin public d'Albert
Le Jardin public d'Albert est situé dans le centre-ville d'Albert (Somme) au pied des vestiges des anciens remparts.

## Histoire

### Origines
Au XVe siècle, la ville d'Albert loua des prairies, propriété du seigneur, situées au pied des remparts. Dans une partie de ces prairies, elle installa le jardin des archers. Ce sont ces lieux qui furent à l'origine du jardin public.
En outre, dans le prolongement du château, à l'est, il existait un grand jardin (devenu la place Émile Leturcq) qui devint, au milieu du XIXe siècle, une promenade publique de 3 hectares qui accueillait le marché aux chevaux et un square. D'autre part, la "Villa des Rochers", propriété d'Émile Comte, riche industriel albertin, possédait un vaste jardin avec pétrifications, grottes et cascade au pied des anciens remparts.

### Restructuration
La ville d'Albert fut totalement détruite au cours de la Première Guerre mondiale ainsi que son jardin public. Après la guerre, l'espace de ce dernier fut réduit et restructuré, en lien avec la reconstruction de la ville. L'espace du grand jardin fut transformé en place et construit de bâtiments publics comme la mairie ou l'école. Le parc de la Villa des Rochers et l'espace en contrebas des remparts furent dévolus au nouveau jardin public.
Depuis l'entre-deux-guerres, l'aspect du jardin public est resté le même dans ses grandes lignes.
Son unité et la qualité de son aménagement, d'une grande homogénéité, ont valu au jardin public d'Albert d'être inscrit en totalité à l'inventaire des monuments historiques le 16 février 2009.

## Caractéristiques
C'est un jardin à l'anglaise avec:
- grilles d'entrée ;
- escalier avec perron et rampe en fer forgé ;
- kiosque à musique ;
- rivière ;
- installation hydraulique :
  - chute d'eau,
  - bassin,
  - jardin d'eau,
  - fontaine ;
- statue ;
- pelouse arborée ;
- massifs floraux.

Situé au pied les anciens remparts de la ville, il est traversé par l'Ancre dont le dénivelé du cours a créé une chute d'eau de sept mètres de haut utilisée autrefois par les usines métallurgiques locales.
Dans sa partie sud, des concrétions rocheuses de tuf ont l'aspect de grottes. 
Un bras de l'Ancre canalisé parcourt l'espace paysager et une fontaine La porteuse d'eau a été offerte à la ville d'Albert par la ville d'Aïn Témouchent en Algérie dans les années 1930.
Au pied des remparts, un monument de brique intitulé, Les Piliers de l'avenir, fut conçu par Véronique Champossin avec la participation d'artistes et réalisé par des artisans et des collégiens d'Albert. Constituée de poteaux de briques dans lesquelles sont mentionnées en 14 langues des messages de paix et de solidarité, cette œuvre rappelle l'aide  de quatre villes marraines de guerre ayant aidé à la reconstruction d’Albert après la guerre  : Tianjin en Chine, Aïn Témouchent en Algérie, Birmingham au Royaume-Uni et Bordeaux. Le monument a été inauguré en novembre 2019.  
Un arboretum regroupe plus de 35 espèces telles que : 
- cèdre du Liban ;
- chêne pédonculé ;
- érable du Japon ;
- érable sycomore pourpre ;
- noyer ;
- marronnier d'Inde ;
- platane ;
- paulownia ;
- saule pleureur ;
- sorbier des oiseleurs ;
- tilleul, etc.

Une statue de sirène, des plantes vivaces et des arbustes complètent le dispositif paysager. 
Le long des remparts, près du perron de l'entrée principale, une salle du musée Somme 1916 a été construite abritant une boutique de souvenirs et la sortie.